# Ascaltis intestinalis
Ascaltis intestinalis är en svampdjursart som först beskrevs av Ernst Haeckel 1870.  Ascaltis intestinalis ingår i släktet Ascaltis och familjen Leucascidae. Inga underarter finns listade i Catalogue of Life.